# 兰巴赫
兰巴赫（德語：Lambach，德語發音：[ˈlambax]）是奥地利上奥地利州的一个市镇，属于韦尔斯乡村县。该市镇总面积为3.74平方千米，截至2018年1月1日总人口为3,435人。